# うしかい座シータ星
うしかい座θ星(θ Boo / θ Boötis)は、うしかい座に位置する4等星の恒星である。
紀元前4300年頃に、天の北極の最も近くにあったが、現在は天の北極からはだいぶ離れている。
4.02から4.07等級とわずかに明るさが変化しているが、変光星型など詳しい性質は明らかになっていない。
地球から見て約70秒離れた位置に11等級の暗い星がある。この星は赤色矮星で、主星より約1,000AU離れている。重力の相互作用を及ぼし合っているのかは明らかでないが、固有運動がほぼ同じで、相対的な位置関係や、それぞれの距離推定からして、連星系であると考えられる。

## 名称
ラテン語で「ロバの初めての仔」という意味のアセルス・プリムス（Asellus Primus）という固有名を持つ。うしかい座のこの付近には、アセルス（ロバ）という固有名を持つ星が3つ並んでおり、2番仔を意味するアセルス・セクンドゥス（Asellus Secundus）がι星、3番仔を意味するアセルス・テルチウス（Asellus Tertius）がκ星となっている。